# Megastigmus walsinghami
Megastigmus walsinghami är en stekelart som beskrevs av Girault 1929. Megastigmus walsinghami ingår i släktet Megastigmus och familjen gallglanssteklar. Inga underarter finns listade i Catalogue of Life.